# الجديدة (جنين)
الجُدَيْدَةُ هي قرية فلسطينية في محافظة جنين في المنطقة الشمالية من الضفة الغربية، وتقع على بعد 14 كم جنوب مدينة جنين. وفقًا للجهاز المركزي للإحصاء الفلسطيني، بلغ عدد سكان القرية 5,950 نسمة في تعداد 2017. وتبلغ مساحتها حوالي 6,532 دونمًا.

## التسمية
يعود سبب تسمية القرية إلى كونها قرية حديثة عمرها أقل من 200 عام، وقد قامت القرى المجاورة بتسميتها عفويا بهذا الاسم (الجديدة).[بحاجة لمصدر]

## التاريخ
تعد الجديدة قرية قديمة، حيث تم العثور على السيراميك البيزنطي. لاحظ المؤرخ آدم زرتال أن قطع من العصر البيزنطي كانت على حافة قمة التلة التي تقف عليها الجديدة.
يعود تاريخ شقوق الفخار الموجودة في القرية إلى العصور الوسطى والعثمانية. أثناء حكم الصليبيين، في عام 1168، كانت الجديدة عبارة عن ملكية يُطلق عليها «الجديدة».

### العهد العثماني
تبعت الجديدة إلى الدولة العثمانية في عام 1517 مع كل فلسطين، وكانت تتبع ولاية شرق بيروت في بلاد الشام. في عام 1596 ظهر لأول مرة اسم الجديدة في سجلات الضرائب العثمانية وكان يسكنها عشر أسر مسلمة، وكانت إداريًا تتبع ناحية جبل سامي ضمن سنجق نابلس، حيث دفعوا معدل ثابت للضريبة بنسبة 33,3% على المنتجات الزراعية المختلفة، مثل القمح، والشعير، والمحاصيل الصيفية، والزيتون، والماعز، وخلايا النحل بما مقداره 3,500 آقجة.
يعود تاريخ معظم المباني في قلب القرية القديمة إلى القرنين السادس عشر والسابع عشر.
في عام 1838 زار الباحث الأمريكي إدوارد روبنسون القرية ولاحظ أن أراضي مرج صانور الخصبة تحد القرية، وقد أدرجها كجزء من منطقة الحارثية شمال نابلس.
في أواخر العهد العثماني، في عام 1870، وصل المستكشف الفرنسي فيكتور جويرين إلى الجديدة، ووصفها بأنها:«قرية وسط حقول من أشجار التين والرمان والزيتون. وأنها تبدو كموقع قديم، نظرًا للعديد من الصخور المحفورة والحجارة جيدة الشكل الموجودة في جدران منازل القرية الـ 35.»
عام 1882، أجرى صندوق استكشاف فلسطين الغربية مسحًا للقرية ووصفها بأنها «قرية جيدة الحجم على أرض مستوية، مع عدد قليل من الزيتون».

### الانتداب البريطاني
في عام 1917، وقعت الجديدة بيد الجيش البريطاني، ودخلت القرية مع باقي فلسطين مظلة الانتداب البريطاني على فلسطين عام 1920 حتى وقوع النكبة عام 1948.
أجرت سلطات الانتداب البريطاني تعدادا عاما للسكان عام 1922، وقد بلغ عدد السكان حوالي 361 نسمة جميعهم من المسلمين، ثم ازداد عددهم حتى وصل إلى 569 نسمة يسكنون في 106 منزلًا وجميعهم من المسلمين في تعداد عام 1931.
في إحصائيات عام 1945، بلغ عدد سكان الجديدة نحو 830 نسمة، وكانت مساحة القرية حوالي 6,360 دونم، وفقًا لمسح رسمي للأراضي والسكان. كان من هذه المساحة، 2211 دونمًا عبارة عن مزارع وأراضي قابلة للري، و 2850 دونمًا مخصصة للحبوب، في حين أن 20 دونمًا كانت مخصصة كمنطقة عمرانية.

### الحكم الأردني
بعد هدنة 1949، وفي أوائل خمسينيات القرن العشرين أتبعت الجديدة للحكم الأردني بين حربي 1948 و1967، وكان عدد سكانها آنذاك حوالي 1,351 نسمة عام 1961.

### النكسة
وقعت القرية تحت الاحتلال الإسرائيلي بعد حرب 1967.

### السلطة الفلسطينية
بعد تأسيس السلطة الوطنية الفلسطينية عام 1994، صُنفت جميع أراضي القرية ضمن منطقة أ الخاضعة لسيطرة السلطة الفلسطينية إداريًا وأمنيًا.

## الجغرافيا
تقع الجديدة على الحافة الجنوبية لوادي مرج صانور على قمة تل صغير يبلغ ارتفاعه حوالي 430 مترًا فوق مستوى سطح البحر. تقع نواة البلدة القديمة في وسط القرية وهي صغيرة نسبيًا وتبلغ مساحتها 14 دونمًا. يحد قرية الجديدة من الجنوب والغرب قرية سيريس، ومن الشمال الغربي بلدة ميثلون، أما من الشمال فيحدها قرية صير ومن الشرق مدينة طوباس وبلدة عقابا.

## السكان
بلغ عدد سكان الجديدة 3,639 في تعداد عام 1997. مثل اللاجئون الفلسطينيون وذريتهم حوالي 17.5% من السكان. في تعداد عام 2007، ارتفع عدد سكان الجديدة إلى حوالي 4,681. وكان عدد الأسر نحو 923 أسرة. شكلت النساء نسبة 49.8% من السكان والرجال قرابة 50.2%.
| السنة      | (1922) | (1931) | (1945) | (1961) | (1997) | (2007) | (2017) |
| ---------- | ------ | ------ | ------ | ------ | ------ | ------ | ------ |
| عدد السكان | 361    | 569    | 830    | 1,351  | 3,639  | 4,681  | 5,950  |

### أعلام ملحوظة
- عبد الفتاح القلقيلي

## أحداث
- 6 يناير 2016، قتلت قوات الاحتلال الإسرائيلي المواطن الفلسطيني علي أبو مريم (23 عامًا) على حاجز الحمرا في الأغوار الشمالية.[24][25]
- 3 شباط 2023. قتلت قوات الاحتلال الاسرائيلي الشاب عبد الله سميح احمد قلالوه (23 عاما) على حاجز حوارة جنوب نابلس.